# Рейд на Сен-Назер

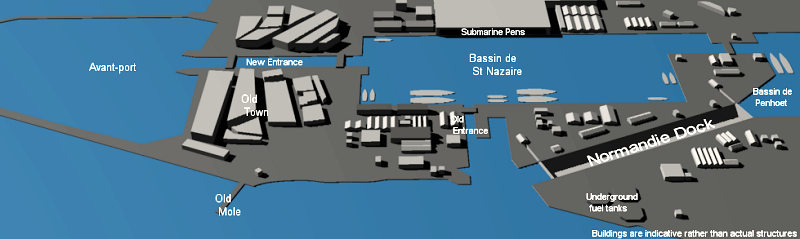
Схематичне зображення Нормандського сухого доку порту перед початком спеціальної операції

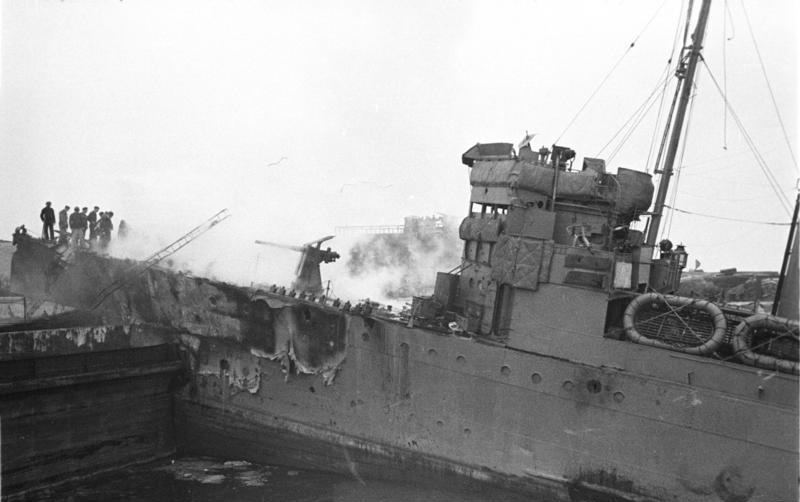
Замінований есмінець «Кемпбелтаун», що протаранив ворота сухого доку порту. За кілька годин до вибуху

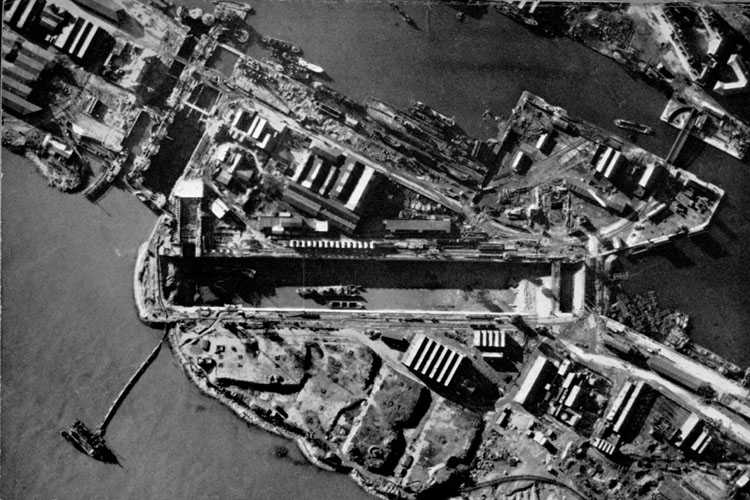
Аерофотознімок доку Сен-Назеру після проведеного рейду. 1942

Рейд на Сен-Назер (англ. Operation Chariot — операція «Колісниця») — спеціальна операція британських Збройних сил у морському порту Сен-Назер на території окупованої німцями Франції, з метою виведення з ладу найпотужнішого морського сухого доку. Успішна сумісна операція британських командос за підтримки Королівських ВМС, була проведена 28 березня 1942 та призвела до зруйнування єдиного на Атлантичному узбережжі сухого доку, придатного для прийому та ремонту великих бойових кораблів типу лінкор «Тірпіц».
Застарілий британський есмінець «Кемпбелтаун», у супроводі 18 кораблів забезпечення та підтримки, перетнув Ла-Манш й рухаючись поздовж атлантичного узбережжя Франції, приховано підійшов до морського порту Сен-Назер. Колишній бойовий корабель був начинений 4 тоннами вибухівки з розгону врізався у ворота потужного Нормандського сухого доку. Вибуховий пристрій, встановлений на сповільнене підривання вибухнув того ж дня, вщент зруйнувавши обладнання доку й унеможливив його відновлення до кінця Другої світової війни.
Водночас, підрозділ командос, висаджений з моря, вивів з ладу встаткування порту та інші об'єкти. Важким вогнем противника майже усі судна підтримки, що мусили доставити десант у зворотному напрямку до Англії, були знищені. Командос довелося з боєм прориватися через сильноукріплене місто, намагаючись пробитися до загонів руху Опору, проте у запеклих боях більша їх частина була знищена або захоплена до полону.
Після завершення рейду лише 228 військовиків повернулося до Британії; 169 — загинуло, 215 — потрапило до полону. Німецькі втрати становили майже 360 чоловік, переважна більшість з них загинула внаслідок вибуху замінованого «Кемпбелтауну»
Визнаючи мужність та героїзм учасників рейду, британський уряд нагородив 89 чоловік державними нагородами, у тому числі найпочеснішим Хрестом Вікторії.